# Пилкингтън
Пилкингтън (на английски: Pilkington) е търговска марка стъкло на английската компания Пилкингтън Груп Лимитид, подразделение на японската Нипол Шийт Глас. Преди придобиването през 2006 г. тя е независима компания, листвана на Лондонска борса. Призната от стъклопроизводителната индустрия с традицията в качеството, производствената си технология и отличното обслужване на клиентите на всички нива.

## История
На 10 декември 1953 г. английската компания Пилкингтън подава първата молба за патентоване на своя нов процес за изработването на флоатно стъкло. Изобретателите са Лионел Александър Бетън Пилкингтън – по-късно сър Алистър Пилкингтън, и Кенет Бикерстаф. Процесът е анонсиран публично 6 години по-късно.
Чрез флоат-технологията на Пилкингтън за първи път може да се предостави завършено и висококачествено стъкло всеки път в един-единствен процес. Преди това плоското стъкло е трябвало да бъде изравнявано и полирано, за да се произведе приемлива повърхност. Флоат-процесът подобрява значително всички аспекти на стъклопроизводството. Намаляват се разходите, увеличава се производството, подобрява се качеството на продуктите и се намалява въздействието върху околната среда.
В началото процесът е позволявал да се направи стъкло с дебелина само 6 mm, сега има възможност да се произведе стъкло с дебелина от 0,4 до 25 mm и с широчина до 3 m. Разтопеното стъкло, нагрято приблизително до 1000 °C, се излива непрекъснато от пещта в плитка вана с разтопен калай. Стъклото се разтича по изключително гладката повърхност на разтопения калай и се подравнява странично, придобивайки плоска, със строго успоредни повърхности форма. Дебелината се контролира от скоростта, с която се извлича втвърдяващата се стъклена лента от ваната. След втвърдяването (контролирано охлаждане) стъклото се оформя като „огнено“ полиран продукт. Една флоат-фабрика изработва около 3000 m²/h при 4 mm дебелина на стъклото, респ. 33 t/h (около 6000 km² годишно) при непрекъснат процес, като работи без прекъсване в продължение на 11 до 15 години. След това е необходимо технологично прекъсване за подмяна на облицовката на ваната.
Флоат-процесът превръща Пилкингтън в утвърдена компания. С патента и с още няколко защити, важни за по-нататъшно развитие, компанията получава право да лицензира процеса си и за други производители. Първи чужд лиценз получава американската Питсбърг Плейт Глас Къмпъни през 1962 г., последвана от други в САЩ, както и в Европа, Япония, Чехословакия и Съветския съюз.
Това не само налага Пилкингтън като международно име, но също така я поставя в позицията на глобален играч, който може да придобива други компании, като Либи Оуен Форд в САЩ и Флахглас АГ в Германия.

## Компанията NSG Group
Нипон Шийт Глас е един от най-големите световни производители на стъкло и стъклопакети за строителството, автомобилната промишленост и индустрията. Основана през 1918 г., Нипон Шийт Глас през юни 2006 г. придобива Pilkington Plc, водещ производител на стъкло във Великобритания. Днес групата има около 26 000 постоянни служители, оперира в 30 страни и продава в над 130 страни, включително България.
Над една трета от продажбите на групата са в Европа, около една трета в Япония, а останалите предимно в Северна и Южна Америка, Югоизточна Азия и Китай. Производството на автомобилни стъкла се извършва в повече от 10 страни в Европа, Северна Америка и Азия.
Днес фабриките на NSG Group работят в три основни направления:
- Стъклени продукти за техническата индустрия, които включват много тънки стъкла за дисплеи, обективи и светловоди за принтери, стъклени влакна, използвани в сепаратори за акумулатори и автоматични старт/стоп системи на двигатели. Това е най-динамично развиващата се област в стъклопроизводството, както и в продуктовата гама на Pilkington.
- Стъкло за строителство, сгради и приложения за слънчева енергия. Бизнесът има най-силни позиции в Европа.
- Автостъкла за автомобилните производители, следпродажбено обслужване и специализиран транспорт. Автостъклата за следпродажбеното обслужване се произвеждат на същите производствени линии, на които и оригиналните стъкла. Затова всички продукти, носещи логото на Пилкингтън, винаги са заверени със сертификат от Original Equipment Parts and Original Spare Parts.